# Дмитрук Микола Леонтійович
Дмитрук Микола Леонтійович (20 липня 1938, с. Петрилів Люблінського воєводства, Польща — 27 листопада 2017, Київ) — український науковець, доктор фізико-математичних наук (з 1983 року), професор (з 1988), лауреат Державної премії України в галузі науки і техніки (1984), премії НАН України імені К. Синельникова (1995), премії президентів АН України, Білорусі, Молдови (1996). Був членом Українського (з 1990) та Американського (з 1996) фізичних товариств.

## Біографія
Закінчив Рівненський педінститут у 1960. З 1965 працює в Інституті фізики напівпровідників ім. В. Є. Лашкарьова НАН України (Київ): 1974–86 — старший науковий співробітник, 1986–87 — провідний науковий співробітник, 1987–96 — завідувач лабораторії, 1996—2017 — завідувач відділу поляритонної оптоелектроніки.

## Наукова і громадська діяльність
За прикладні дослідження в галузі мікроелектроніки Дмитрук М. Л. був удостоєний звання Лауреата Державної премії України (1984 р.). Премією ім. К. Д. Синельникова НАН України він був відзначений у 1996 р., а за роботу «Напівпровідникові надгратки з напруженими шарами: електронні і коливні стани» він став лауреатом премії президентів Академій наук України, Білорусі і Молдови (1996 р.). Починаючи з 1970 р. здійснював реферування наукової літератури, що надходить до бібліотеки Інституту фізики напівпровідників НАНУ, на основі чого регулярно випускається Бюлетень з фізики поверхні напівпровідників (10-12 випусків щорічно)[джерело не вказане 1552 дні]. Був членом редколегій журналів «Semiconductor Physics, Quantum Electronics & Optoelectronics» та «Фізика і хімія твердого тіла»[джерело не вказане 1552 дні]. Кілька років працював в Міжнародному Енциклопедичному Бюро з фізики — написання, редагування і рецензування статей для україномовної енциклопедії[джерело не вказане 1552 дні]. За вагомий особистий внесок у розвиток вітчизняної науки, створення національних наукових шкіл, зміцнення науково-технічного потенціалу України та з нагоди Дня науки йому було присвоєно почесне звання « Заслужений діяч науки і техніки України».